# Coprinellus angulatus
Coprinellus angulatus là một loài nấm trong họ Psathyrellaceae. Loài này được nhà nấm học Charles Horton Peck miêu tả đầu tiên vào năm 1874

## Hình ảnh

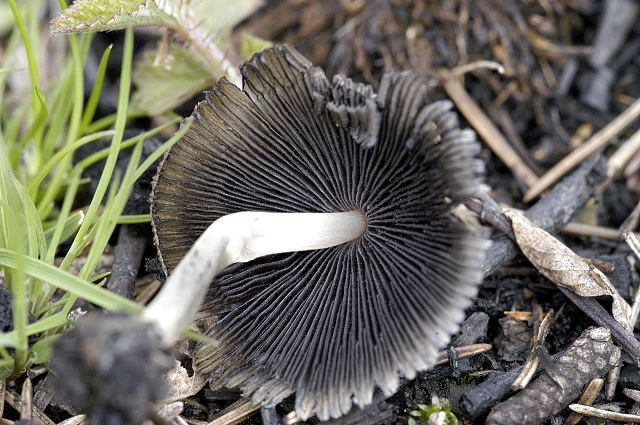
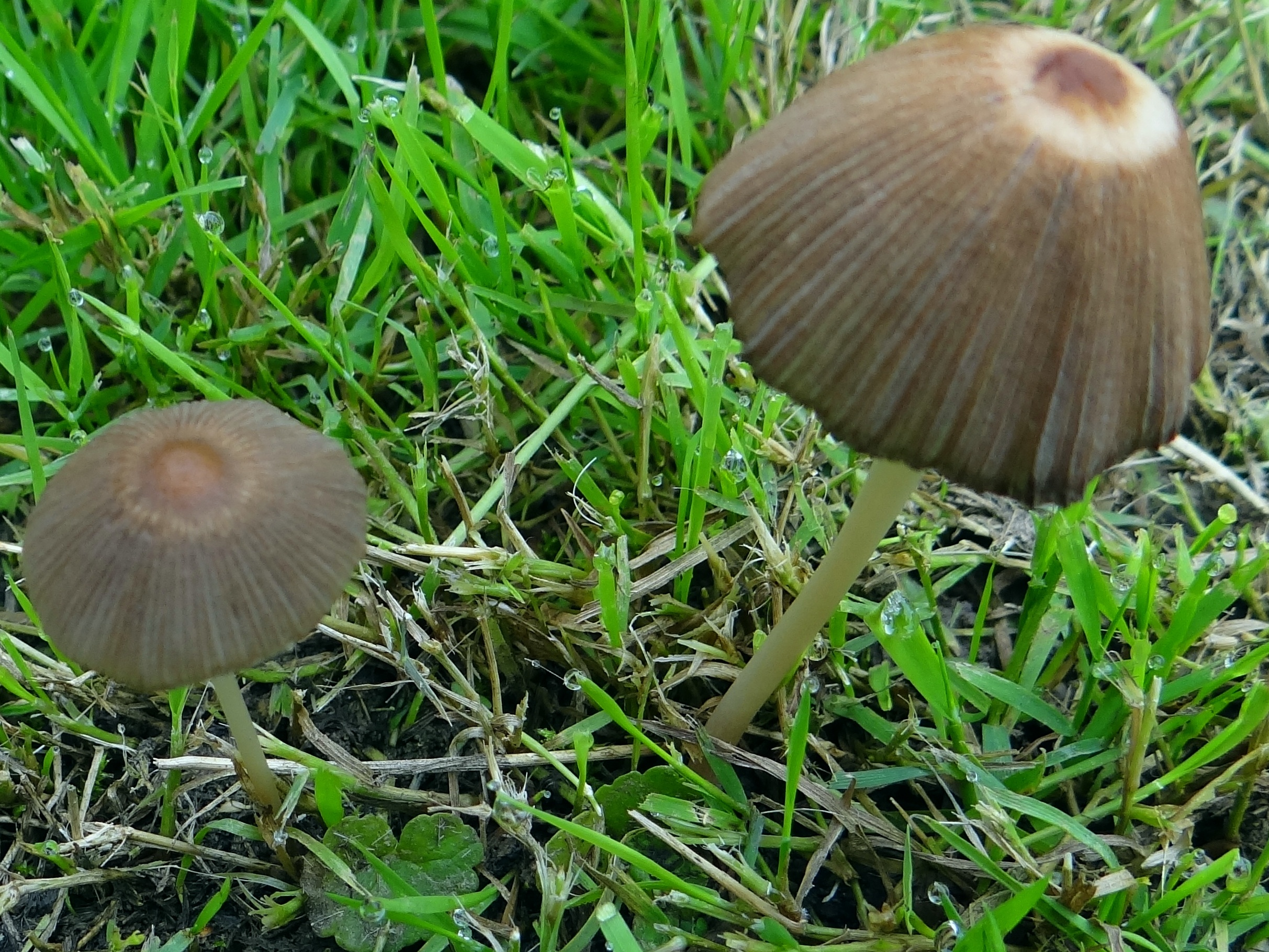
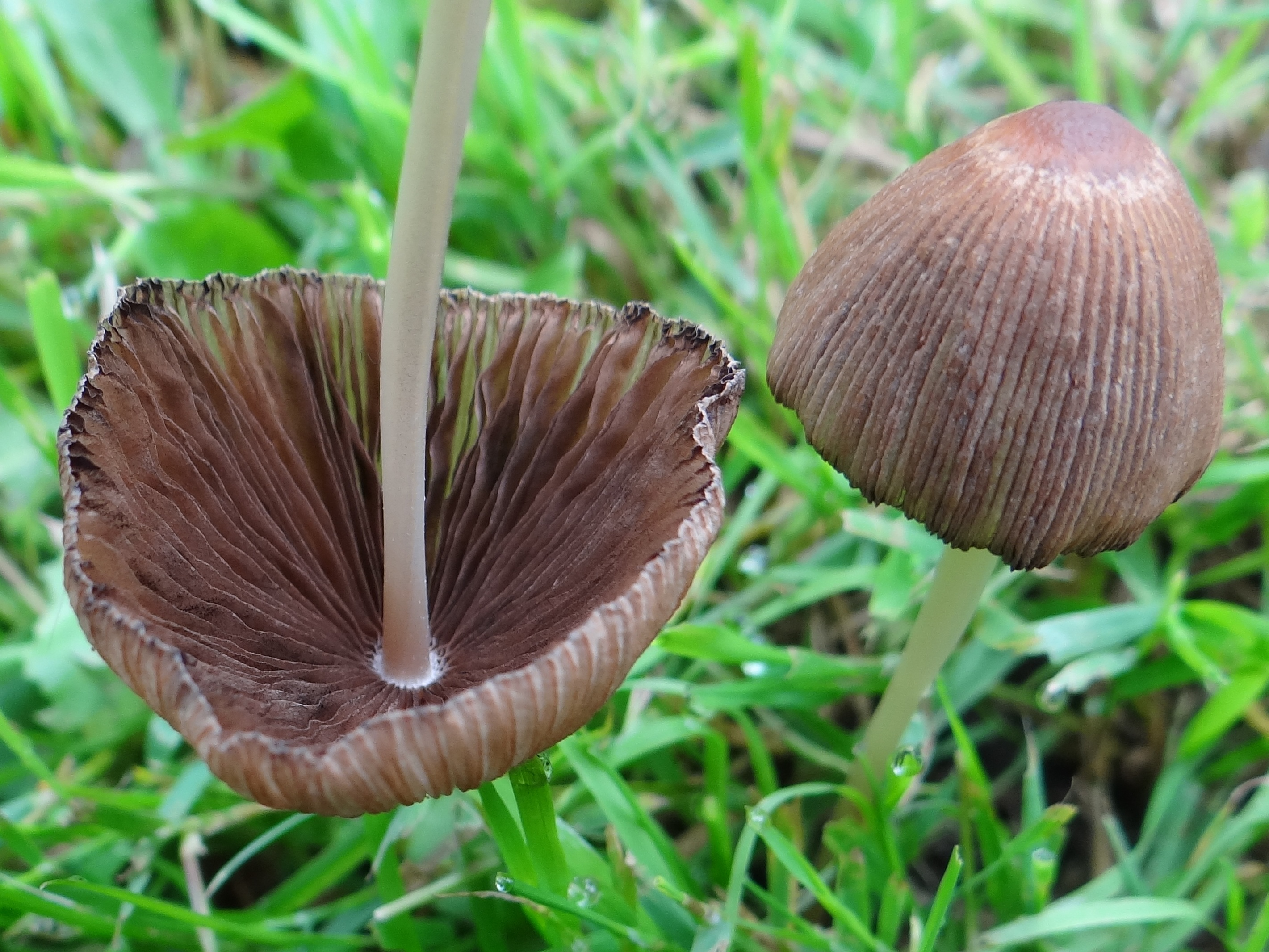